# Rose (Nueva York)
Rose es un pueblo ubicado en el condado de Wayne en el estado estadounidense de Nueva York. En el año 2000 tenía una población de 2,442 habitantes y una densidad poblacional de 28 personas por km².

## Geografía
Rose se encuentra ubicado en las coordenadas 43°09′47″N 77°52′13″O / 43.16306, -77.87028.

## Demografía
Según la Oficina del Censo en 2000 los ingresos medios por hogar en la localidad eran de $41,205, y los ingresos medios por familia eran $46,000. Los hombres tenían unos ingresos medios de $34,028 frente a los $22,167 para las mujeres. La renta per cápita para la localidad era de $16,645. Alrededor del 5.7% de la población estaban por debajo del umbral de pobreza.